# Bryang Kayo
Bryang William Kayo (* 27. Juli 2002 in Baltimore, Maryland) ist ein US-amerikanischer Fußballspieler kamerunischer Abstammung. Der zentrale Mittelfeldspieler steht bei Oud-Heverlee Löwen unter Vertrag.

## Vereinskarriere

### Karrierebeginn in der Heimat und Profidebüt bei Loudoun United
Bryang Kayo wurde am 27. Juli 2002 als Sohn zweier Kameruner, die zu unterschiedlichen Zeiten in die USA gekommen waren, in Baltimore geboren und wuchs in der nahe gelegenen Kleinstadt Poolesville auf. Während seiner Kindheit und Jugend betrieb er auch Cross Country und Leichtathletik. Seine Karriere als Fußballspieler begann er im Alter von sieben Jahren und absolvierte seine Vereinskarriere mitunter beim Bethesda-Olney SC, einem Nachwuchsausbildungsverein innerhalb der U.S. Soccer Development Academy, deren U-14-Mannschaft er zuletzt angehörte. Der Klub entstand um das Jahr 2014, nachdem sich die beiden Ausbildungsvereine Bethesda SC und Olney SC zusammengeschlossen hatten. In der Saison 2015/16 war er noch für die U-13-/U-14-Mannschaft des Klubs in 20 Spielen der regulären Saison, sowie in drei Play-off-Partien zum Einsatz gekommen und hatte dabei insgesamt vier Tore erzielt. In der nachfolgenden Spielzeit 2016/17 kam er nur noch in vier Spielen der regulären Saison für die U-14-Mannschaft zum Einsatz, erzielte dabei drei Treffer und absolvierte drei Play-off-Spiele, in denen er ein Tor beisteuerte. Danach wechselte der Mittelfeldakteur vom Klub aus der Gegend um Bethesda und Olney im Montgomery County in die wenige Kilometer südöstlich gelegene Hauptstadt Washington, D.C. und trat dort an der Akademie des Major-League-Soccer-Franchises D.C. United in Erscheinung. Davor hatte er auch Futsal gespielt und war bei einem U-10-Futsalturnier im Jahr 2012 bis ins Finale gekommen.
Mit seinen damals 15 Jahren fungierte Kayo in der Saison 2017/18 bereits als ein Stammspieler im U-16-/U-17-Kader von D.C. United und brachte es dabei in seiner ersten Saison auf 31 Einsätze, von denen er in 24 von Beginn an auf dem Spielfeld war, und fünf Treffer. In der darauffolgenden Spielzeit 2018/19 brachte es der Mittelfeldspieler für die U-16-/U-17-Mannschaft auf 14 weitere Ligaeinsätze in der regulären Saison sowie auf drei weitere Spiele in den Play-offs. Während er in der regulären Saison auf fünf Treffer kam, konnte er in den Play-offs zwei Tore beisteuern. Aufgrund seiner Leistung wurde er am Ende des Jahres in die East Conference Best XI gewählt. Des Weiteren absolvierte er in dieser Saison erste Einsätze in der U-18-/U-19-Mannschaft der Akademie. Im Frühjahr 2019 schaffte der damals noch 16-Jährige den Sprung ins im Jahr 2018 gegründete Franchise Loudoun United aus Leesburg, Virginia, das seinen Spielbetrieb im Spieljahr 2019 aufgenommen hatte und seit seiner Gründung als Farmteam von D.C. United dient. Etwas über einen Monat, nachdem das Franchise sein erstes offizielles Meisterschaftsspiel in der USL Championship absolviert hatte, debütierte Kayo am 13. April 2019 in der vierten Runde in einem Auswärtsspiel bei Ottawa Fury in der zweithöchsten nordamerikanischen Profiliga, als er in der 57. Spielminute für Sandor Bustamante eingewechselt wurde. Anfang Juni 2019 kam er zu zwei weiteren Meisterschaftseinsätzen für Loudoun United in der USL Championship, wobei er in einer Begegnung sogar von Beginn an am Rasen war.

### Über den Orange County SC nach Deutschland
Am 9. September 2019 wurde der Wechsel des mittlerweile 17-Jährigen zum Ligakonkurrenten Orange County SC bekanntgegeben. In weiterer Folge saß der 1,85 m große Mittelfeldakteur zwischen September und Oktober 2019 in fünf aufeinanderfolgenden Ligapartien uneingesetzt auf der Ersatzbank und gehörte danach überhaupt nicht mehr zum Kader. Zu diesem Zeitpunkt berichteten diverse Medien bereits von einem Deutschland-Wechsel des 17-Jährigen mit Erreichen des 18. Geburtstags.
Im Juli 2020 wurde vom deutschen Bundesligisten VfL Wolfsburg die Verpflichtung von Bryang Kayo und Kobe Hernández-Foster, der bis dahin in der Akademie von LA Galaxy gespielt hatte, bekanntgegeben. Gleichzeitig wurde verlautbart, dass die beiden US-Amerikaner über die A-Junioren (U-19) und die in der viertklassigen Regionalliga Nord antretende zweite Mannschaft an den Profikader herangeführt werden sollen. Damit war er zur Saison 2020/21 neben John Anthony Brooks (Bundesliga), Ulysses Llanez (Bundesliga und Regionalliga), Michael Edwards (Regionalliga), Kobe Hernández-Foster (U-19) und Isaiah Thomas (U-17) einer von sechs Spielern mit US-amerikanischer Staatsangehörigkeit in den höchsten vier Mannschaften des Vereins. Aufgrund der COVID-19-Pandemie wurde der Spielbetrieb in der Regionalliga Nord und A-Junioren-Bundesliga ab November 2020 nicht mehr fortgeführt. Bis dahin war er zu 8 Regionalligaeinsätzen (alle von Beginn) gekommen, in denen er ein Tor erzielte. Für die U-19, in der er in dieser Spielzeit letztmals spielberechtigt war, absolvierte er ein Bundesligaspiel.
Nach dem Saisonende meldete der VfL Wolfsburg seine zweite Mannschaft vom Spielbetrieb ab. Kayo wechselte daraufhin vor dem 2. Spieltag der Saison 2021/22 bis zum Saisonende auf Leihbasis in die 3. Liga zum Aufsteiger FC Viktoria 1889 Berlin. Im Wintertransferfenster 2022 wurde er zum 1. FC Nürnberg verliehen, bei dem zunächst im Kader der zweiten Mannschaft stand. Bis zum Ende der Saison 2021/22 absolvierte er 9 Spiele in der Regionalliga Bayern. Anfang Oktober 2022 debütierte er für die erste Mannschaft in der 2. Bundesliga.
Im Sommer 2023 wechselte er zum FC Ingolstadt 04. Im August 2024 wurde er an den VfL Osnabrück verliehen. Im Anschluss an die Leihe wechselte er fest zu Oud-Heverlee Löwen.

## Nationalmannschaftskarriere

### U-14, U-15 und U-16
Erste Erfahrungen in einer Nationalauswahl des US-amerikanischen Fußballverbands sammelte Kayo als 13-Jähriger bei einem im Jahr 2015 abgehaltenen Trainingscamp der US-amerikanischen U-14-Auswahl. Noch im selben Jahr schaffte er es unter Trainer John Hackworth in die U-15-Nationalmannschaft der Vereinigten Staaten. Damals war er noch ein Mitglied von Bethesda-Olney; mit den beiden späteren College-Fußballspielern Noah Atanda und Mukisa Kiingi waren zwei weitere Spieler des Nachwuchsausbildungsvereins im 36-köpfigen Kader. Über die Fußballorganisation US Club Soccer nahm Kayo im Februar und März 2016 an einem Trainingscamp für die Jahrgänge 2002 und 2003 in Spanien teil. Nach der Teilnahme an dieser id2 National Selection International Tour trat er bis 2017 wieder des Öfteren für die U-15-Nationalmannschaft in Erscheinung und gehörte 2018 auch kurzzeitig dem U-16-Kader an.

### U-17
Ende Dezember 2017 wurde Kayo als einer von 153 Spielern der US-amerikanischen U-16-, U-17-, U-18-, U-19- und U-20-Nationalauswahlen für das Anfang Januar 2018 in Lakewood Ranch, Florida, stattfindende U.S. Soccer Men’s YNT Summit Camp einberufen; der Mittelfeldakteur gehörte dabei erstmals dem U-17-Kader an. Ein Jahr später wurde er vom interimistischen U-17-Nationaltrainer Dave van den Bergh für ein weiteres gemeinsames Trainingscamp der U-17-, U-19- und U-20-Nationalmannschaften nach Lakewood Ranch eingeladen. Der Schweizer Raphael Wicky, der im März 2019 die U-17-Nationalmannschaft der Vereinigten Staaten übernommen hatte, holte Kayo im April 2017 für die finale Vorbereitung auf die im Mai 2019 stattfindende CONCACAF U-17-Meisterschaft 2019 ein weiteres Mal in die U-17-Nationalmannschaft nach Lakewood Ranch. Am 22. April 2019 gab Wicky das 20-köpfige US-amerikanische Spieleraufgebot für die CONCACAF-U-17-Meisterschaft bekannt. Neben Tayvon Gray vom New York City FC und Danny Leyva von den Seattle Sounders war Bryang Kayo nur einer von drei Spielern, die bislang noch kein einziges Länderspiel für die U-17-Nationalmannschaft ihres Heimatlandes absolviert hatten. Beim ersten Gruppenspiel der Vereinigten Staaten im Turnier, einem 3:2-Sieg über Kanada, stand Kayo in der Startformation und wurde auch danach laufend eingesetzt. Beim Turnier, das von Anfang bis Mitte Mai 2019 auf den Plätzen der IMG Academy in Bradenton, Florida, ausgetragen wurde, schafften es die Vereinigten Staaten nach einem deutlichen Gruppensieg in Gruppe F in die K.-o.-Runde. In dieser wurde anfangs Guadeloupe im Achtelfinale mit 8:0 abgefertigt, ehe das Team Panama im Viertelfinale mit 3:0 besiegte und im Halbfinale Kanada deutlich mit 4:0 bezwang. Im letztgenannten Spiel gegen die Kanadier gelang Kayo in der 47. Spielminute der Treffer zur 1:0-Führung seines Heimatlandes. Im nachfolgenden Finalspiel wurden die Vereinigten Staaten erst in der Verlängerung von den gleichaltrigen Mexikanern besiegt. Über das gesamte Turnier hinweg kam Kayo in fünf der sieben Länderspiele seines Heimatlandes zum Einsatz. Im Anschluss an das Turnier nahm Kayo ab Ende Mai als Gastspieler an einem kombinierten Trainingscamp der A-Nationalmannschaft und der U-23-Nationalmannschaft der Vereinigten Staaten in Annapolis, Maryland, teil.
Im Juli 2019 berief ihn Wicky für ein von 26. Juli bis 7. August 2019 stattfindendes Trainingscamp in Carson, Kalifornien, in ein 26-köpfiges Aufgebot. Während dieses Camps trat er auch in inoffiziellen Spielen – unter anderem gegen LA Galaxy II – in Erscheinung. Als Wicky Ende August einen 23 Mann starken Kader für ein von 5. bis 9. September 2019 stattfindendes Vier-Nationen-Turnier in Assen in den Niederlanden bekanntgegeben hatte, gehörte Kayo zu diesem Aufgebot und war in weiterer Folge im Verlauf des Wettbewerbs auch einer der Stammspieler der US-amerikanischen U-17-Nationalmannschaft. Das Turnier beendete die Mannschaft als Zweitplatzierter, nachdem die US-Amerikaner zwei ihrer drei Spiele gewannen und nur eine Partie – gegen die Alterskollegen aus Dänemark – verloren. In den beiden siegreichen Spielen der USA, einem 3:1-Erfolg über die Gastgeber und einem 2:1-Sieg über Mexiko, war Kayo in der Startelf. Nachdem bereits vermutet wurde, dass Kayo auch für die im Oktober ausgetragene U-17-Fußball-Weltmeisterschaft 2019 im US-amerikanischen U-17-Aufgebot stehen könnte, wurde der Mittelfeldspieler von Wicky am 10. Oktober in den 21-Mann-Kader für das Turnier beordert. Kayo wurde während des Turniers in Brasilien erst im letzten Gruppenspiel seiner Mannschaft, einer deutlichen 0:4-Niederlage gegen die Niederlande, eingewechselt; er ersetzte den erfahrenen U-17-Nationalspieler Adam Saldana. Nach lediglich einem einzigen erreichten Punkt schieden die Vereinigten Staaten als Letzter der Gruppe D bereits vorzeitig aus dem Wettbewerb aus.

### U-23 / A-Nationalteam
Nachdem er bereits im Mai 2019 zum ersten Mal mit der A- und der U-23-Nationalmannschaft mittrainiert hatte, wurde er von Gregg Berhalter im Januar 2020 ein zweites Mal für ein Trainingscamp, an dem vorrangig U-23-Spieler und nur wenige ältere Spieler teilnahmen, in die A-Nationalmannschaft der Vereinigten Staaten berufen. Im Januar 2021 wurde Kayo, der auch als ein potentieller Kandidat für das US-amerikanische U-20-Nationalteam im Jahr 2021 gewertet wird, von Jason Kreis in die U-23-Nationalmannschaft geholt.